# Silfra
Silfra (Sølvfrue) er en kløftformet forkastning i den islandske Þingvellir nationalpark, der munder ud i søen Þingvallavatn. Den er opstået på grund af de nordmerikanske og eurasiatiske pladers kontinentaldrift væk fra hinanden. Kløften udvider sig årligt med syv millimeter. Dets dybeste punkt ligger 63 meter under havoverfladen.
Kløften går gennem basaltsten og har et vidt forgrenet grottesystem i begge sider. Den står permanent under vand og vand tilføres i form af smeltevand fra Langjökull, som ligger 50 kilometer væk. Vandet er mellem 30 til 100 år om at tilbagelægge de 50 kilometer ved at sive gennem porøs lavasten. Vandet bliver filtreret næsten perfekt gennem denne type sten.
På grund af det klare vand er Silfra et yndet dykkeområde – på trods af vandtemperaturer på kun 2–4 °C. Dykkere og snorklere indlader sig ikke kun på Silfra på grund af stenformationerne og det krystalklare vand, men også på grund af dennes særlige beliggenhed mellem de amerikanske og europæiske kontinentalplader.